# پولسکا تسرکیو
پولسکا تسرکیو (به لهستانی:  Polska Cerekiew) یک روستا در لهستان است که در گمینا پولسکا تسرکیو واقع شده‌است. پولسکا تسرکیو ۱٬۴۲۹ نفر جمعیت دارد.